# Veliki Suvodol
Veliki Suvodol (em cirílico: Велики Суводол) é uma vila da Sérvia localizada no município de Pirot, pertencente ao distrito de Pirot, na região de Visok. A sua população era de 401 habitantes segundo o censo de 2011.

## Demografia
| 1948 | 1953 | 1961 | 1971 | 1981 | 1991 | 2002 | 2011 |
| ---- | ---- | ---- | ---- | ---- | ---- | ---- | ---- |
| 1246 | 1156 | 1009 | 808  | 752  | 614  | 523  | 401  |